# Fratelli Schlumpf
Giovanni "Hans" Schlumpf (Omegna, 21 febbraio 1904 - Basilea, 1989) e Federico "Fritz" Schlumpf (Omegna, 24 febbraio 1906 - Basilea, 18 aprile 1992), conosciuti come i Fratelli Schlumpf, furono due imprenditori franco-svizzeri, che, dopo aver fondato una grande azienda tessile a Mulhouse, in Francia, riunirono la più grande collezione privata al mondo di vetture d'epoca, per un totale di 560 veicoli. Tra di essi, 430 sono classificati dal 1978 come monumenti nazionali dallo stato francese.
L'intera collezione è oggi esposta alla Cité de l'automobile di Mulhouse, il più grande museo dell'automobile al mondo

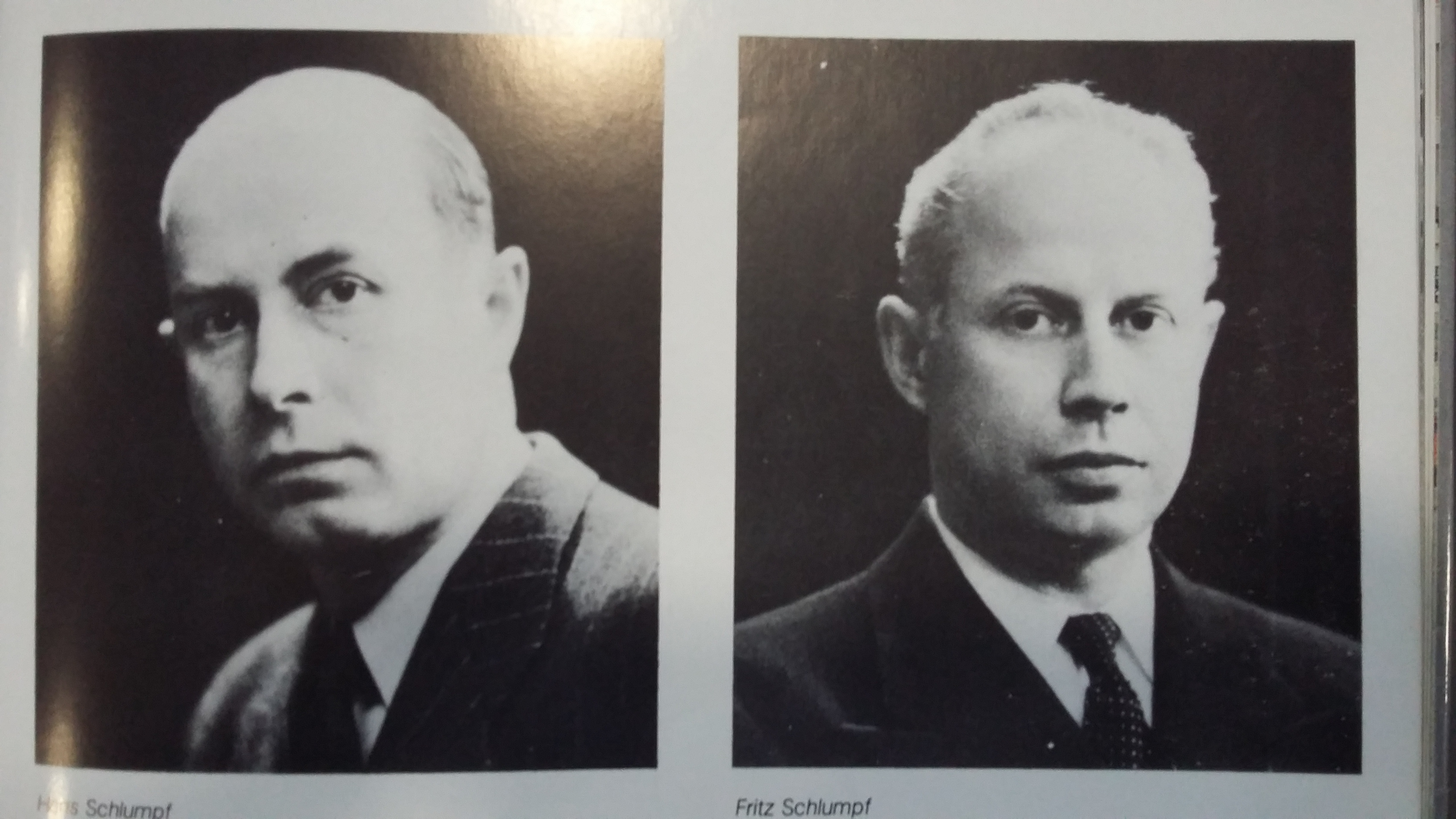
I fratelli Schlumpf

## Biografia
All'anagrafe rispettivamente Giovanni Carlo Viterio (Hans) e Federico Filippo Augustino (Fritz) Schlumpf, i due fratelli nascono ad Omegna, nell'allora provincia di Novara.
Il padre, commerciante tessile di origini svizzere, muore nel 1919, e la madre Jeanne Becker decide quindi di far ritorno insieme ai suoi figli nella città francese di Mulhouse, di cui è originaria.
Ancora giovani, i due fratelli si introducono nel mondo della finanza. Hans segue le mosse del fratello Fritz, più intraprendente: insieme diventano degli abili speculatori, facendo fortuna. Alla fine della Grande Depressione del 1929, fanno già parte dell'élite della finanza francese.
A partire dal 1935, i fratelli decidono di investire nel tessile, acquistando una filatura a Malmerspach, in Alsazia. Fondano poi un impero, acquistando sistematicamente ulteriori filature e industrie laniere alsaziane, fino alla crisi del tessile sopraggiunta nei primi anni '70.
Allargheranno poi i loro affari anche al settore vitivinicolo e a quello immobiliare.

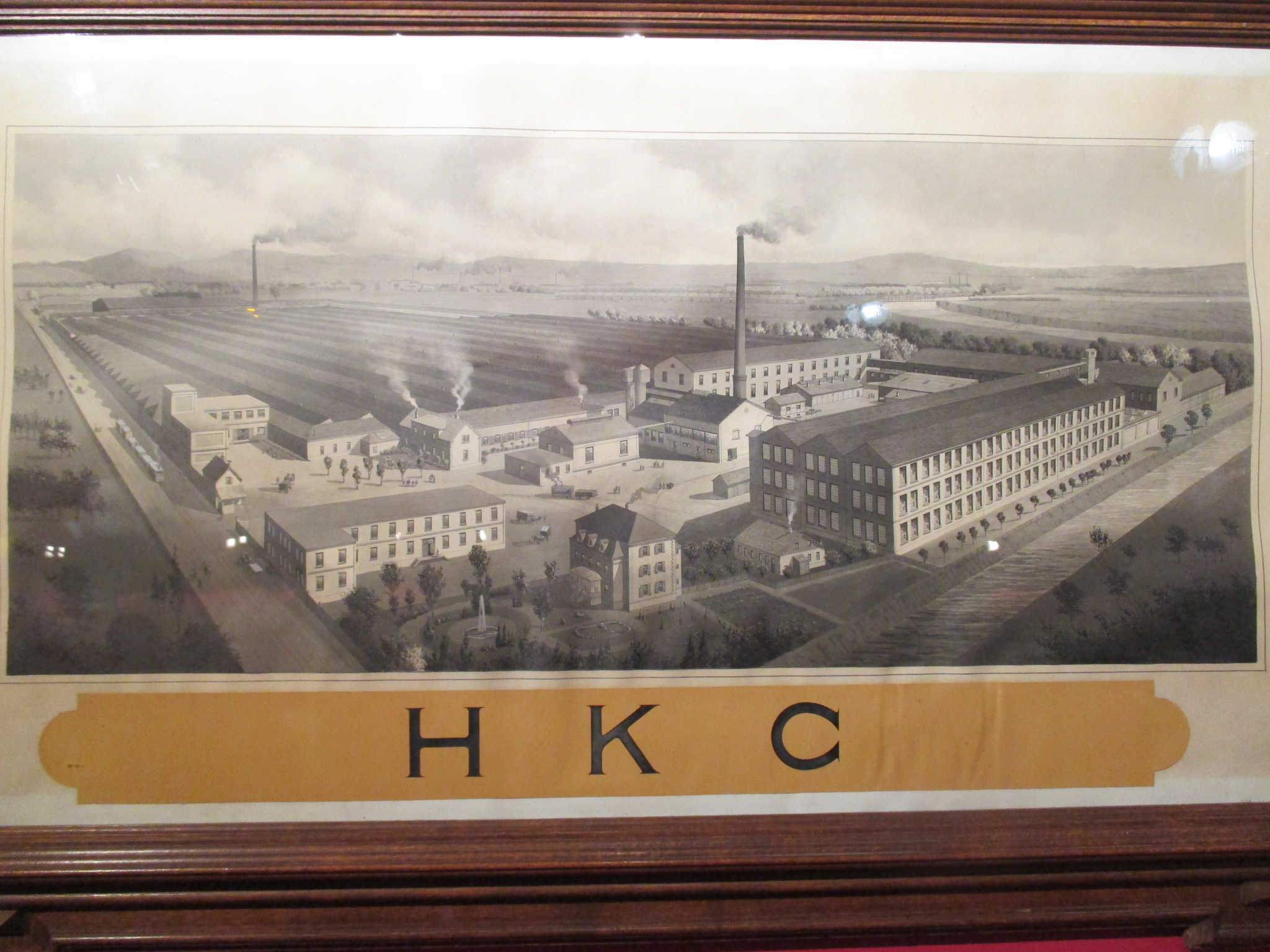
La filatura HKC Mulhouse, acquistata nel 1957 dai fratelli Schlumpf

## La collezione
A partire dagli anni '30, Fritz frequenta personalmente Ettore Bugatti, oltre che Maurice Trintignant o costruttori del calibro della Mercedes-Benz, con l'obiettivo di accaparrarsi le vetture più prestigiose, ma è solo agli inizi degli anni '60 che decide di dedicarsi alla passione della sua vita: le automobili d'epoca.
Nello spazio di sei anni, tra il 1961 e il 1967, riesce ad accumulare una collezione di 560 veicoli, pari a circa 100 per ogni anno.
Particolarmente appassionato di Bugatti, ne acquista in grande numero, facendole trasportare persino dagli Stati Uniti. A partire dal 1967, tuttavia, non acquista quasi alcuna vettura, e si focalizza sul restauro e la riparazione di quelle già in suo possesso. Queste riparazioni hanno luogo nell'officina Bugatti di Molsheim, vicino a Strasburgo. Fritz segue i lavori meticolosamente, e con occhio attento cerca sempre di ritrovare tinte, materiali e pezzi originali. Arriva persino ad ottenere un accordo con le officine Bugatti, che, vista la mole di veicoli da restaurare ogni mese, gli concedono tariffe molto ridotte.
Nel 1963, il marchio Bugatti viene rivenduto al costruttore francese Hispano Suiza. Fritz riesce allora ad acquisire alcuni documenti, qualche macchinario delle officine, qualche prototipo, delle parti di auto e persino la Bugatti Royale personale di Ettore Bugatti, cedutagli dalla famiglia medesima.
Nel 1964, Fritz acquista l'intera collezione appartenente all'americano John W. Shakespeare: trenta Bugatti, fra cui una rarissima Bugatti Royale.
Con queste acquisizioni, i fratelli Schlumpf diventano i possessori della più grande collezione di Bugatti al mondo.
Decidono quindi di disporre le vetture in tre ex-filature di Mulhouse (una delle quali è l'odierno museo), separando le Bugatti, le Rolls-Royce e le altre marche. Dal 1966, impiegano a tempo pieno una trentina di operai specializzati (fra cui carrozzieri, meccanici, ebanisti e pellettieri), incaricati del restauro di ogni auto.
Viene creato il Museo Schlumpf, estrosamente illuminato con cinquecento riproduzioni dei lampioni del celebre Ponte Alessandro III di Parigi.

## Crisi del tessile e "affaireSchlumpf"
A partire dal 1971, la crisi del tessile ha pesanti conseguenze sulle imprese dell'Alsazia, e anche quelle di proprietà degli Schlumpf conoscono una fase di difficoltà. I problemi di tesoreria sono sempre più preoccupanti, e i fratelli si vedono costretti, nel 1976, a licenziare parte del personale della filatura di Malmersprach. Ne consegue una violentissima protesta, che porta i manifestanti a sequestrare per ben tre giorni gli Schlumpf nella loro villa.
Fuggiti grazie all'intervento delle autorità, decidono di rifugiarsi a Basilea (città di origine del padre), convinti di dover abbandonare solo momentaneamente le loro fabbriche e la loro preziosa collezione.
Il 7 marzo 1977, un gruppo di sindacalisti ed operai penetra senza autorizzazione all'interno dei depositi delle fabbriche degli Schlumpf. Il sindacato CFDT ribattezza il museo "Museo dei lavoratori", e lo occupa per due anni, arrivando a minacciare di vendere la collezione Schlumpf per ripagare il deficit lasciato dai fratelli.
L'affaire Schlumpf esplode, e viene riportato sulle prime pagine dei media mondiali. Fritz Schlumpf sarà costretto a subire un processo per abuso di beni sociali e frode fiscale, che porterà alla confisca dell'intera collezione di automobili.
Per evitare la dispersione della collezione, il 14 aprile 1978 il Consiglio di Stato francese la dichiara monumento nazionale.
Nel 1980, il tribunale autorizza la vendita della collezione, ceduta insieme ai terreni e alle costruzioni per la somma di 44 milioni di franchi all'Associazione del Museo Nazionale dell'Automobile, costituita ad hoc per l'occasione.Tale vendita avviene il 26 marzo 1981.
Il 10 marzo 1982, il museo viene aperto al pubblico, e - su decisione dei giudici - viene ribattezzato "Museo nazionale dell'automobile - Collezione Schlumpf". Soltanto in seguito assumerà l'attuale denominazione di "Cité de l'Automobile - Museo Nazionale - Collezione Schlumpf".
Hans Schlumpf muore a Basilea il 1989, senza mai essere tornato in Alsazia, dove avrebbe rischiato l'arresto.
Fritz muore anch'egli a Basilea nel 1992, dopo aver avuto l'opportunità di visitare la sua amata collezione per l'ultima volta nel 1990. Dopo la sua morte, sua moglie s'impegna a riabilitare la sua figura, continuando la battaglia giuridica che lo aveva visto protagonista. Nel 1998, la giustizia francese chiude il caso Schlumpf, restituendo alla vedova sessanta vetture provenienti dalla collezione. Morirà il 16 maggio 2008 a Colmar: le sue memorie postume saranno pubblicate solo nel 2009.